# Papyrus de Milan
Le papyrus de Milan est un rouleau de papyrus écrit à Alexandrie, en Égypte, sous la dynastie ptolémaïque, entre la fin du IIIe siècle ou au début du IIe siècle avant notre ère. Il a été découvert en 1992.